# Paraselenca aculeata
Paraselenca aculeata is een hooiwagen uit de familie Assamiidae.